# بابلو فيرنانديث ألبالاديخو
بابلو فيرنانديث ألبالاديخو (بالإسبانية: Pablo Fernández Albaladejo) (1946، الحسيمة) مؤرخ إسباني، أستاذ جامعي في التاريخ الحديث بجامعة مدريد المستقلة. حصل سنة 2010 على «الجائزة الوطنية للتاريخ بإسبانيا» عن تأليفه كتاب «أزمة النظام الملكي».
عمله البحثي يتركز بشكل رئيسي على التاريخ السياسي والدستوري للنظام القديم. في محاضراته يشتغل كثيرا على ابراز العلاقات بين علم التأريخ وهوية إسبانيا الحديثة. من مؤلفاته الأخيرة: إسبانيا العنقاء: الحداثة والثقافة الذاتية لاسبانيا في القرن الثامن عشر (1737-1766) (2006)، مادة إسبانيا: الثقافة والهوية في السياسة الحديثة لاسبانيا (2007) و أزمة النظام الملكي (2009)، الذي يحلل القرن السابع عشر في إسبانيا كفترة زمنية مليئة بالازمات والركود من الناحية المادية والبشرية والركود السياسي، ولكن ليس كفترة انهيار وسقوط.